# Siostry Bożego Serca Jezusa
Zgromadzenie Sióstr Bożego Serca Jezusa (Siostry Bożego Serca Jezusa) (łac. Congregatio Sororum Divini Cordis Iesu) – żeńskie katolickie zgromadzenie zakonne założone przez Gabrielę Klausę w 1905 roku we Wrocławiu.
Historia
W 1905 roku Gabriela Klausa założyła we Wrocławiu Sodalicję Bożego Serca Jezusa (która w późniejszym czasie dała początek Caritasowi w tym mieście). W 1911 roku sodaliski zamieszkały w nowo otrzymanym domu przy ulicy An der Kreutzkirche 4 (dom ten stał się później domem macierzystym zgromadzenia). W czasie oblężenia Wrocławia podczas II wojny światowej budynek został całkowicie zniszczony, a siostry zamieszkały w domu przy ulicy Kapitulnej 4, gdzie mieszkają do dziś.
Dnia 16 listopada 1928 r. Zgromadzenie zostało zatwierdzone przez kard. Adolfa Bertrama, a 3 sierpnia 1937 r. przez papieża Piusa XI.
Przed wojną siostry prowadziły Caritas i dom dla mało uzdolnionych dziewcząt. Ponieważ większość sióstr była pochodzenia niemieckiego, zmuszone one były po wojnie opuścić Wrocław i wyjechać do Niemiec. Trzy siostry pojechały do Brazylii, by i tam rozpocząć pracę dla najbiedniejszych. W 1991 r. rozpoczęły także pracę na Ukrainie.
W Polsce siostry pracują jako katechetki, w duszpasterstwie parafialnym oraz podejmują różnorodne prace w duchu potrzeb Kościoła.
Formacja zakonna
Na formację zakonną składa się kandydatura (min. 2 tygodnie), postulat, nowicjat (2 lata), juniorat (5 lat) i formacja stała.
Strój zakonny
Strój zakonny składa się z czarnego habitu z białym kołnierzykiem oraz czarnego welonu z białą wypustką. Na piersi zawieszony krzyż.
Zgromadzenie w Polsce i na świecie
Dom generalny znajduje się we Wrocławiu. Oprócz niego klasztory zgromadzenia zlokalizowane są w Bardzie, Cieplicach, Starczowie oraz Wołowie.
Poza Polską klasztory Sióstr Bożego Serca Jezusa zlokalizowane są w Brazylii, Niemczech oraz na Ukrainie.